# أون ميديا
شركة أون ميديا ("أوريون نتورك ميديا") ،  هي شركة إذاعة كورية جنوبية. كانت في السابق شركة تابعة لشركة الأغذية الكورية أوريون للحلويات ، وقد استحوذت عليها سي جي جروب في عام 2010. تأسست في عام 2000 ، ويقع المقر الرئيسي للشركة في سيجنام ، جيونجي دو وهي رائدة في صناعة التلفزيون المدفوع في كوريا الجنوبية. تقدم أون ميديا أيضًا تلفزيون الكابل وخدمات النطاق العريض.